# Sanhe
Sanhe (三河 ; pinyin : Sānhé) est une ville de la province du Hebei en Chine. C'est une ville-district placée sous la juridiction de la ville-préfecture de Langfang.

## Démographie
La population du district était de 443 745 habitants en 1999.